# Île du 14 juillet
L'île du 14 juillet est une île fluviale de la Charente, située sur la commune de Civray.
Elle est occupée par un centre aquatique et son parking, et est traversée par la rue du Pont des Barres.